# Florencio Ledesma Estrada
Florencio Ledesma Estrada (Madrid, 1900 - aldaar, 1972) was een Spaans componist en pianist. 

## Levensloop
Ledesma Estrada studeerde muziek aan het Colegio de Ciegos (School voor Blinden) in Madrid. Hij werd een gepassioneerd en bekende concertpianist. Grote populariteit en bekendheid kreeg hij met zijn composities. Velen ervan schreef hij samen met zijn collega-componist en dirigent Rafael Oropesa Clausín. Van hun hand is de Domingo Ortega, geschreven voor de matador en torero Domingo González "Dominguín", het bekendste werk. 

## Composities

### Werken voor banda (harmonieorkest)
- 1929 ¡Si vas a París, papá!, one-step (samen met: Rafael Oropesa Clausín) - tekst: Manuel Álvarez Díaz
- 1930 Alfredo Corrochano, paso doble (samen met: Rafael Oropesa Clausín) - tekst: Salvador Mauri
- 1930 El bombero torero, paso doble (samen met: Rafael Oropesa Clausín) - tekst: Fidel Prado
- 1930 Pepe Amorós, paso doble (samen met: Rafael Oropesa Clausín)
- 1931 Domingo Ortega, paso doble (samen met: Rafael Oropesa Clausín)[2][3]
- 1932 La vuelta de Belmonte, paso doble (samen met: Rafael Oropesa Clausín) - tekst: Alejo León Montoro, Ángel Sanz González
- 1933 Curro Caro, paso doble (samen met: Rafael Oropesa Clausín) - tekst: Fidel Prado
- 1936 Chiclanera, paso doble (samen met: Rafael Oropesa Clausín)
- 1950 Antoñito Maravilla, paso doble (samen met: Rafael Oropesa Clausín)
- ¡Aún hay clase!, schottisch (samen met: Rafael Oropesa Clausín)
- Brisas de Málaga, zambra
- Chiquichi, dans (samen met: Rafael Oropesa Clausín)
- Elegante y castizo, schottisch  (samen met: Rafael Oropesa Clausín)
- Estampas madrileñas
  1. Tirana del Avepiés
  2. El organillo ha vuelto
  3. Coplas y requiebros
- Evocación cubana, habañera (samen met: Rafael Oropesa Clausín)
- Juan ábreme la hucha, rumba (samen met: Rafael Oropesa Clausín)
- Lavapiés 53, schottisch (samen met: Rafael Oropesa Clausín)
- Paco Marcos, paso doble (samen met: Rafael Oropesa Clausín)
- Por la puerta grande, paso doble (samen met: Rafael Oropesa Clausín)
- !!Socorro!!, one step
- Tierra del Plata, pericón
- Un buen par, paso doble

### Vocale muziek

#### Liederen
- 1911 ¡¡Por una flor!!, lied voor zangstem en piano (samen met: Victorio Arizón Castanera) - tekst: Alfonso Jofre de Villegas
- 1924 Espíritu del mal, fox-trot voor zangstem en piano - tekst: José S. Santonja
- 1924 La princesa Flor de Azahar, lied voor zangstem en piano - tekst: José S. Santonja
- 1925 Alma que canta, lied voor zangstem en piano - tekst: José S. Santonja
- 1929 Prietita mía, Mexicaans lied voor zangstem en harmonieorkest - tekst: Miguel Ibáñez Martínez
- 1930 Ninette, wals voor zangstem en orkest - tekst: Fidel Prado
- 1930 Corre mulilla, voor zangstem en orkest - tekst: Fidel Prado
- 1932 ¡Comunista!, one-step voor zangstem en piano (samen met: Rafael Oropesa Clausín) - tekst: Manuel Álvarez Díaz, Rafael Ortega Lissón
- 1936 Amparo, walslied voor zangstem en harmonieorkest (samen met: Rafael Oropesa Clausín) - tekst: Francisco Baró
- 1936 El tartanero de Alcira, Valenciaans lied voor zangstem en harmonieorkest (samen met: Rafael Oropesa Clausín)